# Timòstrat
Timòstrat (en llatí Timostratus, en grec antic Τιμόστρατος) fou un poeta còmic d'època desconeguda, que va ser autor de quatre drames, dels que no en queda cap fragment més enllà dels títols:
- Ἄσωτος (Asotos)
- Πάν (Pan)
- Παρακαταθήκη (Parakatatheke "Fiança")
- Φιλοδεσπότης (Philodespotes "L'amic del seu amo")

Foci el menciona entre els poetes citats per Estobeu, però en els manuscrits conservats d'Estobeu no apareix. Suides parla d'un poeta Δημόστρατος (Demostrat) que va escriure Δημοποίητος (Demopoíetos), que probablement és aquest Timòstrat.